# هاري هيوز (سياسي)
هاري هيوز (بالإنجليزية: Harry Hughes)‏ هو محامي وسياسي أمريكي، ولد في 13 نوفمبر 1926 في ايستون في الولايات المتحدة، وتوفي في 13 مارس 2019 في دنتون في الولايات المتحدة. نشط حزبياً في الحزب الديمقراطي. وقد انتخب عضو مجلس النواب لولاية ماريلند وانتخب حاكم ماريلاند ‏.

## وصلات خارجية
- هاري هيوز على موقع إن إن دي بي (الإنجليزية)